# Aline (film, 2020)
Pour les articles homonymes, voir Aline (film) et Aline.
Pour plus de détails, voir Fiche technique et Distribution.
Aline est une comédie dramatique canado-française coécrite et réalisée par Valérie Lemercier, sortie en 2020. Il s'agit d'une fiction librement inspirée de la vie de Céline Dion.

## Synopsis
À la fin des années 1960, au Québec, naît Aline (inspirée de Céline Dion), quatorzième et dernier enfant de Sylvette et Anglomard Dieu. Dans cette famille où la musique est reine, Aline se découvre un véritable talent pour le chant.
Le producteur de musique Guy-Claude Kamar (inspiré par René Angélil), lorsqu'il entend cette magnifique voix, n'a plus qu'une idée en tête : faire d'Aline la plus grande chanteuse au monde. Entre le soutien de sa famille et son amour avec Guy-Claude, Aline va devenir l'une des plus grandes stars internationales de la chanson.

## Fiche technique
- Titre original : Aline
- Réalisation : Valérie Lemercier
- Scénario et dialogues : Brigitte Buc et Valérie Lemercier
- Musique : Rémy Galichet et Laurent Marimbert
- Décors : Emmanuelle Duplay
- Costumes : Camille Janbon et Catherine Leterrier
- Photographie : Laurent Dailland
- Montage : Jean-François Élie
- Son : Olivier Mauvezin, Arnaud Rolland, Edouard Morin et Daniel Sobrino
- Production : Sidonie Dumas, Alice Girard et Édouard Weil
- Production étrangère : Valérie D'Auteuil, André Rouleau et Patrick Vandenbosch
- Sociétés de production : Rectangle Productions et Gaumont ; De l'Huile et TF1 Films Production (coproductions) ; Caramel Films et Belga Productions (coproductions étrangères) ; SOFICA Cofinova 16 (en association avec)
- Sociétés de distribution : Gaumont (France), Maison 4:3 (Canada)
- Pays de production :  France /  Canada
- Langue originale : français
- Budget : 23 millions d'euros[2]
- Genre : comédie dramatique
- Durée : 123 minutes
- Dates de sortie :
  - France : 4 octobre 2020 (avant-première au Chesnay, UGC Ciné Cité Parly)[3] ; 10 novembre 2021 (sortie nationale)
  - Belgique : 10 novembre 2021
  - Québec : 23 novembre 2021 (avant-première au Théâtre Maisonneuve, Place des Arts) ; 25 novembre 2021 (sortie nationale)[4]
  - Suisse romande : 10 novembre 2021

 Sauf indication contraire, les informations mentionnées dans cette section peuvent être confirmées par la base de données cinématographiques Unifrance,  présente dans la section « Liens externes ».

## Distribution
Sauf indication contraire, les informations mentionnées dans cette section peuvent être confirmées par le générique de fin de l'œuvre audiovisuelle présentée ici, ainsi que par la base de données cinématographiques IMDb,  présente dans la section « Liens externes ».
- Valérie Lemercier : Aline Dieu
- Sylvain Marcel : Guy-Claude Kamar, producteur et mari d'Aline
- Danielle Fichaud : Sylvette Dieu, mère d'Aline
- Roc LaFortune : Anglomard Dieu, père d'Aline
- Antoine Vézina : Jean-Bobin Dieu, frère d'Aline
- Pascale Desrochers : Jeannette Dieu, sœur d'Aline
- Geneviève Pier Boivin : Pierrette Dieu, sœur d'Aline
- Jean-Noël Brouté : Fred, le maquilleur d'Aline
- Sonia Vachon : Martine Lévêque
- Dario Sanchez : Junior à 1 an
- Ruben Da Silva : Junior à 5 ans
- Arthur Lautier : Junior à 10 ans
- Victor Boccard : Junior à 16 ans
- Martine Fontaine : Antoinette Dieu, sœur d'Aline
- Véronique Baylaucq : Blandine
- Caroline Rabaliatti : Bernadette Dieu, sœur d'Aline
- Denis Lefrançois : Jean-Claudin Dieu, frère d'Aline
- Laurent Bariteau : Jean-Damien Dieu, frère d'Aline
- Michel Drucker : lui-même
- Carole Weyers : la styliste des Oscars
- Dylan Raffin : le membre de la famille Dieu
- Geneviève Morissette : Josette Dieu, sœur d'Aline
- Rosaline Deslauriers : Claudette Dieu, sœur d'Aline
- Jennie-Anne Walker : l'animatrice talk show
- Stéphan Wojtowicz : le technicien des coulisses
- Yann Papin : le technicien des coulisses
- Éric Civanyan : le copain de Guy-Claude
- Rebecca Potok : la professeur d'anglais
- Benoit Lavoisier : Jean-Sylvain Dieu, frère d'Aline
- Agathe de La Boulaye : la rédactrice du shooting photo
- Jacques Girard : le directeur du magasin de disques
- Margeaux Lampley : la doctoresse Johannesburg
- Laurent Francius : le chauffeur d'Aline
- Florian Frin : le steward
- Maynard Bagang : un groom
- Arnaud Préchac : Anglomard Dieu à 20 ans
- Ian McCamy : le serveur irlandais
- Elsa Tauveron-Wexler : Sylvette Dieu à 18 ans
- Manuel Sinor : le mari de Jeannette Dieu
- Paloma Dumaine : Aline enfant (doublage voix)
- Paul Taylor : Vincent, l'envoyé de la maison de disque, concours (Eurovision) Dublin
- Didier Blin : Jean-Christin Dieu, frère d'Aline
- Denis Leluc : Jean-Colin Dieu, frère d'Aline
- Nadine Girard : Lucette Dieu, sœur d'Aline
- Voix chantées :
  - Victoria Sio : Aline adulte
  - Emma Cerchi : Aline enfant

## Production
Le tournage a duré 17 semaines. Il s'est déroulé en France, au Canada, en Espagne et aux États-Unis.
Le 20 octobre 2020, Le Journal de Montréal annonce que le film est vendu dans une vingtaine de pays. Il est depuis acheté par 42 pays.

## Accueil

### Critiques
L'accueil global réservé au film est plutôt bon avec une note moyenne de 4,1/5 sur le site spécialisé Allociné qui recense l'intégralité des critiques. Les commentaires récurrents font état de la sincérité et du respect de Valérie Lemercier dans sa fascination pour Céline Dion.
Pour les Inrocks, Jean-Marc Lalanne rédige un avis favorable : « À l'artificialité subie (et souvent un peu gênante) du genre, Valérie Lemercier oppose une artificialité extravagante, un peu baroque. Aline, c'est Céline telle que Valérie la rêve, c'est Valérie telle que Céline la révèle, et encore autre chose, un être inventé, une pure fantaisie de cinéma » ; il ajoute que « Valérie Lemercier étincelle en vrai-fausse Céline Dion. »
Pour Le Figaro, Étienne Sorin écrit : « Faux biopic de Céline Dion et vraie comédie, le film de Valérie Lemercier mélange fascination et dérision avec brio. » Télérama livre à son tour un commentaire positif : « Dans toutes ces tonalités, Valérie Lemercier l'actrice (doublée pour les chansons) reste époustouflante, sur un fil entre performance physique, abattage et dérision. Aline n'est pas seulement son meilleur film, mais aussi son plus beau rôle. »
Pour Le Journal de Québec, Aline est un hommage qui évite la caricature. Dans L'Obs, l'accueil est plus mitigé avec une note de deux étoiles sur quatre ; l'irrégularité de l'intérêt de certaines scènes est soulignée, tout en précisant que ce faux biopic est, pour Valérie Lemercier, « le moins drôle mais le plus touchant. »
Lors du Festival de Cannes 2021 en juillet 2021, le film et sa distribution reçoivent une ovation de cinq minutes.
La famille de Céline Dion a été très critique à l'égard du film dans les médias québécois, reprochant une représentation négative et erronée de leur famille. Dans un article de La Presse, on souligne aussi le ridicule de certains aspects, comme les noms inventés, l'incohérence de Valérie qui joue une enfant ou encore l'accent de l'actrice principale. On écrit : « l'accent de Valérie Lemercier est nul et il détonne royalement parmi tous les acteurs québécois. Déjà, ça part mal pour la crédibilité du projet. Imaginez une comédienne québécoise qui jouerait Édith Piaf – ou Judith Pilaf... ».
Pour Le Journal de Montréal, le journaliste canadien basé en France Mathieu Bock-Côté propose quelques observations à la suite du film. Il mentionne que le public français semblait passer un bon moment. Il ajoute également que le film est vraiment réussi et qu'on y retrouve la belle histoire d'une diva, d'une famille, et peut-être même d'un peu du peuple québécois.

### Box-office
Le démarrage du film est positif avec près de 123 000 entrées lors de son premier jour et 507 000 entrées lors de son premier weekend en France dans 692 salles, ce qui en fait le film le plus vu lors de sa première semaine. Aline récolte 7 millions de dollars au cours de son premier weekend. Le film est diffusé sur la RTBF le 30 octobre 2023 et sur TF1 le 5 novembre 2023.
| Pays ou région | Box-office        | Date d'arrêt du box-office | Nombre de semaines |
| -------------- | ----------------- | -------------------------- | ------------------ |
| France         | 1 301 840 entrées | 1er février 2022           | 12                 |
| Total mondial  | 10 006 907 $      | -                          | -                  |

## Distinctions

### Récompense
- César 2022 : Meilleure actrice pour Valérie Lemercier
- Prix Daniel Toscan du Plantier pour Édouard Weil [22]

### Nominations
- Lumière de la meilleure actrice pour Valérie Lemercier
- César 2022 : 
  - Meilleur film
  - Meilleure réalisation
  - Meilleure actrice dans un second rôle pour Danielle Fichaud
  - Meilleur acteur dans un second rôle pour Sylvain Marcel
  - Meilleur scénario original
  - Meilleurs costumes
  - Meilleurs décors
  - Meilleur son
  - Meilleurs effets visuels

### Sélection
- Festival de Cannes 2021 : hors compétition[14].

### Documentation
- Dossier de presse Aline